# Guillaume Coustou

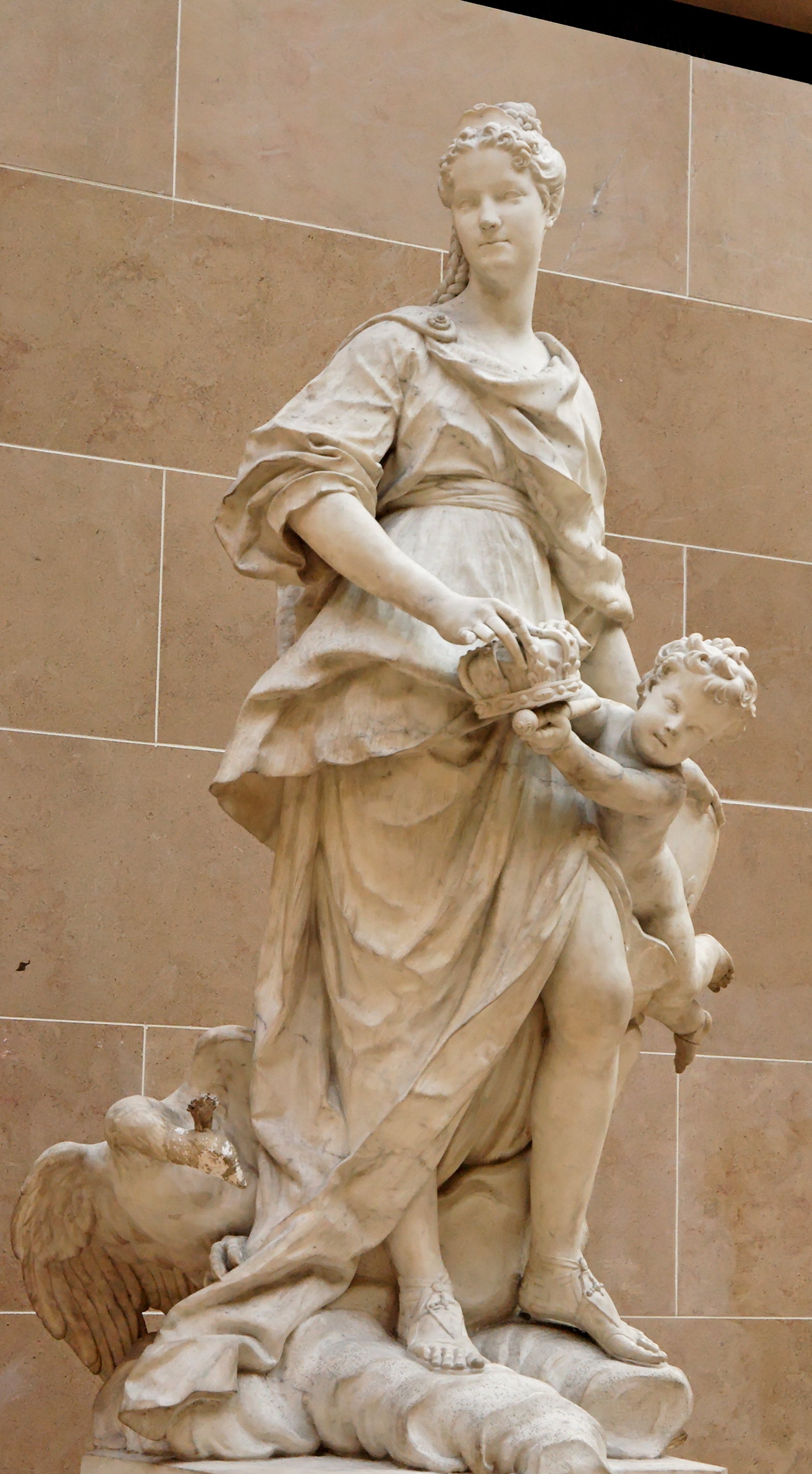
Maria Leszczyńska jako Junona

Guillaume Coustou (starszy)  (ur. 29 listopada 1677 w Lyonie, zm. 22 lutego 1746 w Paryżu) – francuski malarz i rzeźbiarz barokowy, młodszy brat Nicolasa Coustou.
Początkowo edukowany przez ojca, jako osiemnastolatek przyjechał do Paryża, gdzie był uczniem Antoine'a Coysevoxa (brata swojej matki).
Był zatrudniony przez Ludwika XIV i Ludwika XV. Wraz z bratem tworzył rzeźby do pałacu w Marly-le-Roi, jego autorstwa są m.in. Konie z Marly. Był także autorem licznych portretów rzeźbiarskich (m.in. Marii Leszczyńskiej).